# Orthetrum coerulescens
Orthetrum coerulescens es una especie de libélula de la familia Libellulidae.

## Descripción
Esta especie se parece a Orthetrum cancellatum, pero es más delgada y el macho no tiene la parte final del abdomen de color negro. El pterostigma es de color naranja y el tórax en general lleva rayas pálidas. Se reproduce principalmente en turberas y vuela (en el Reino Unido) de junio a septiembre.

## Distribución
Esta libélula es común en Europa central y meridional, marginalmente adentrándose en Rusia, y en el norte de África. Es una especie presente en toda la península ibérica.

## Hábitat
Su hábitat típico son pozas y arroyos en tierras con pHs ácidos, donde se ve a menudo al lado de Cordulegaster boltonii.

## Comportamiento
Su vuelo es muy nervioso y se detiene o aterriza suspendida en vuelo. Puede volar bastante lejos del agua, a pesar de su vuelo aparentemente débil. Cuando se para las alas se mantienen abiertas.

## Galería

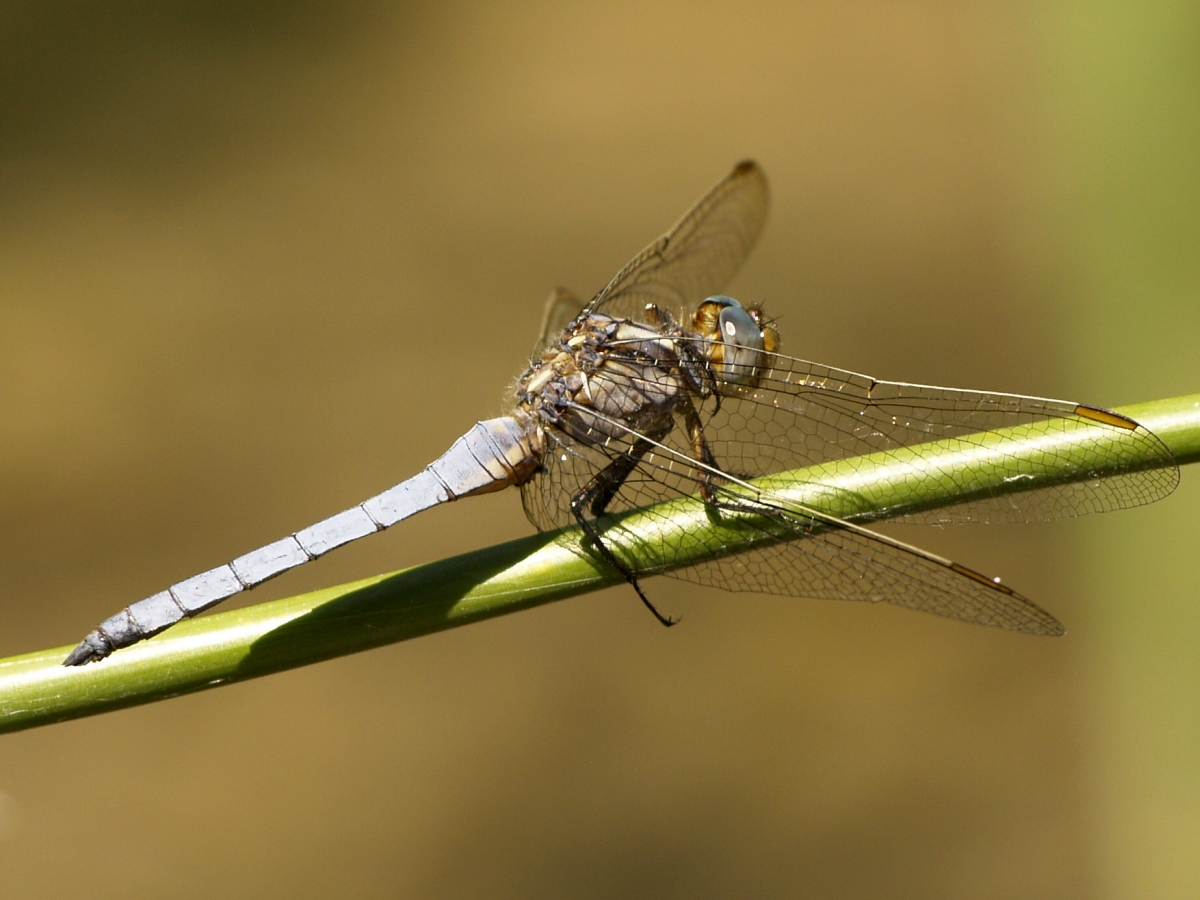
Macho
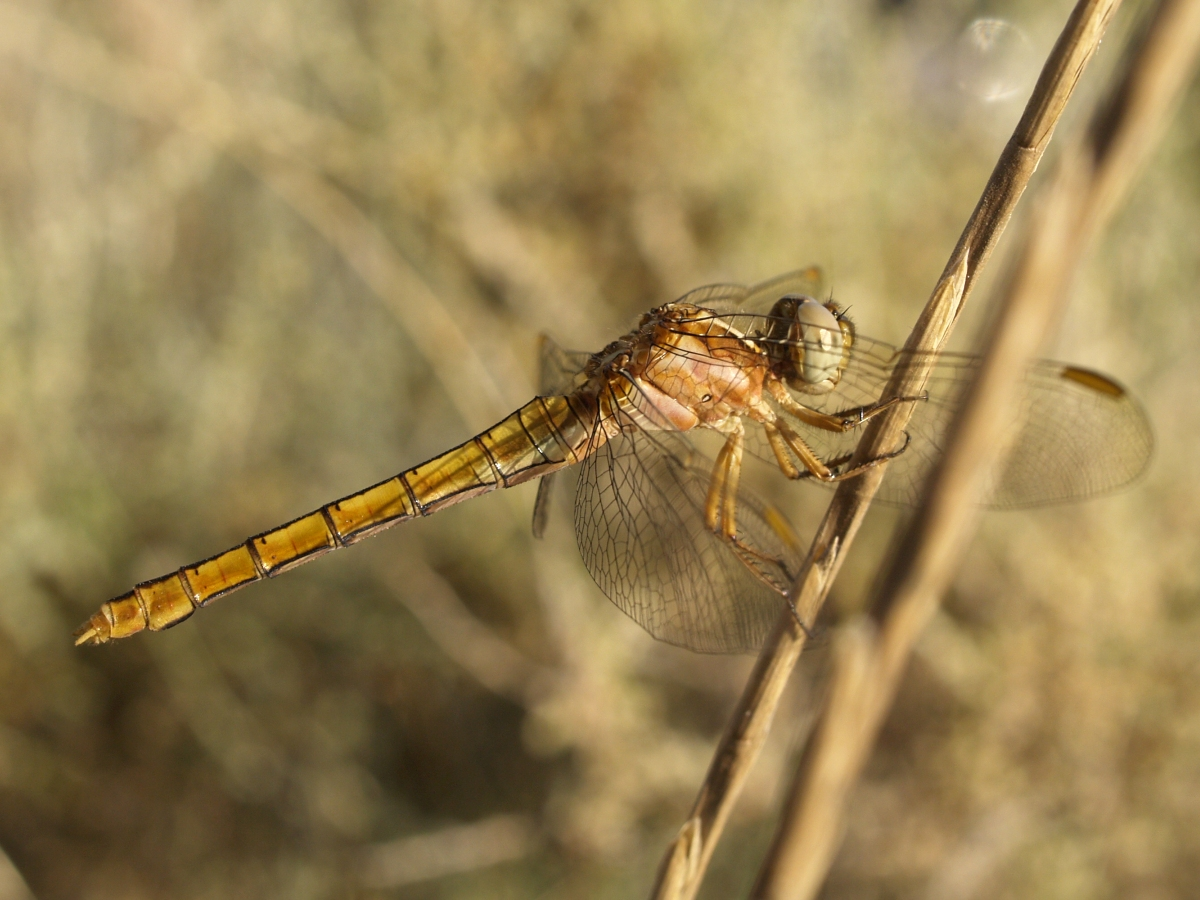
Hembra
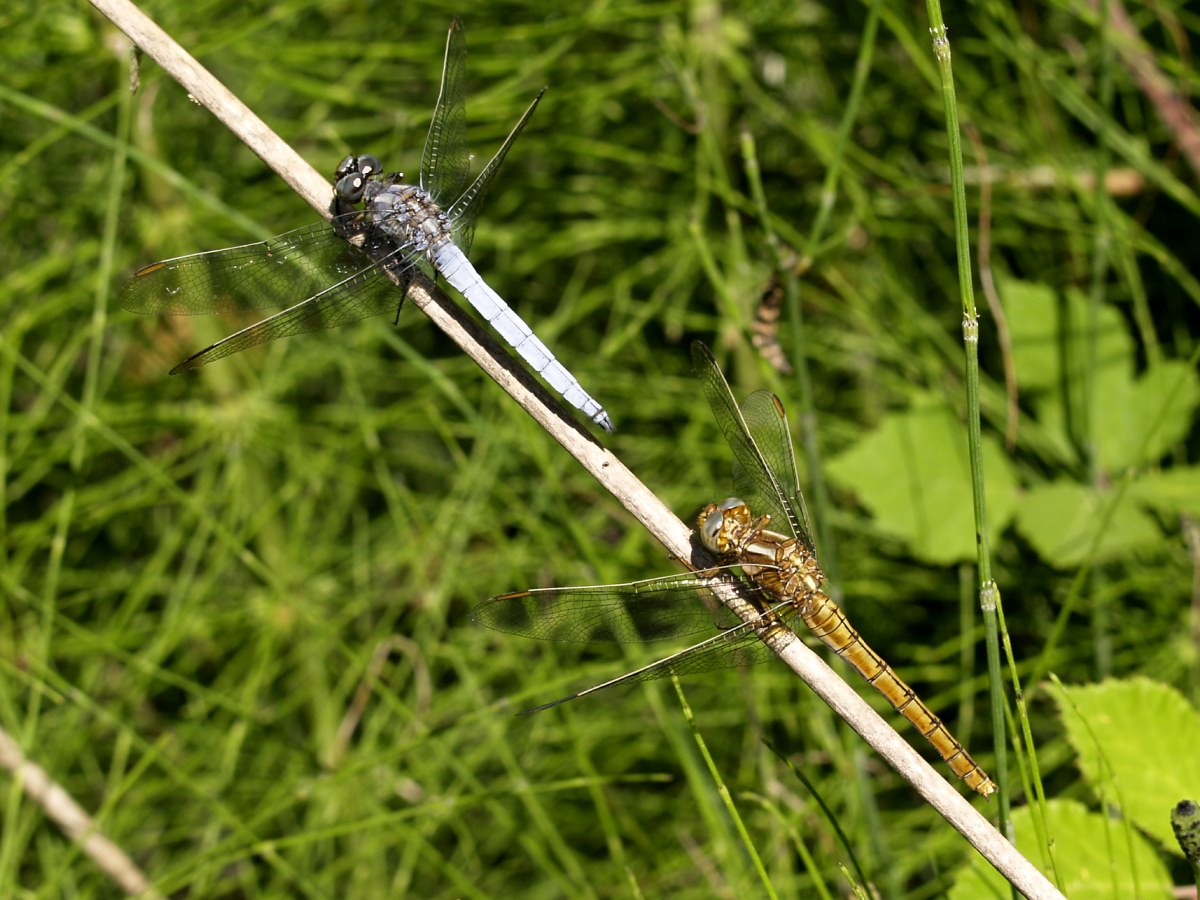
Macho y hembra
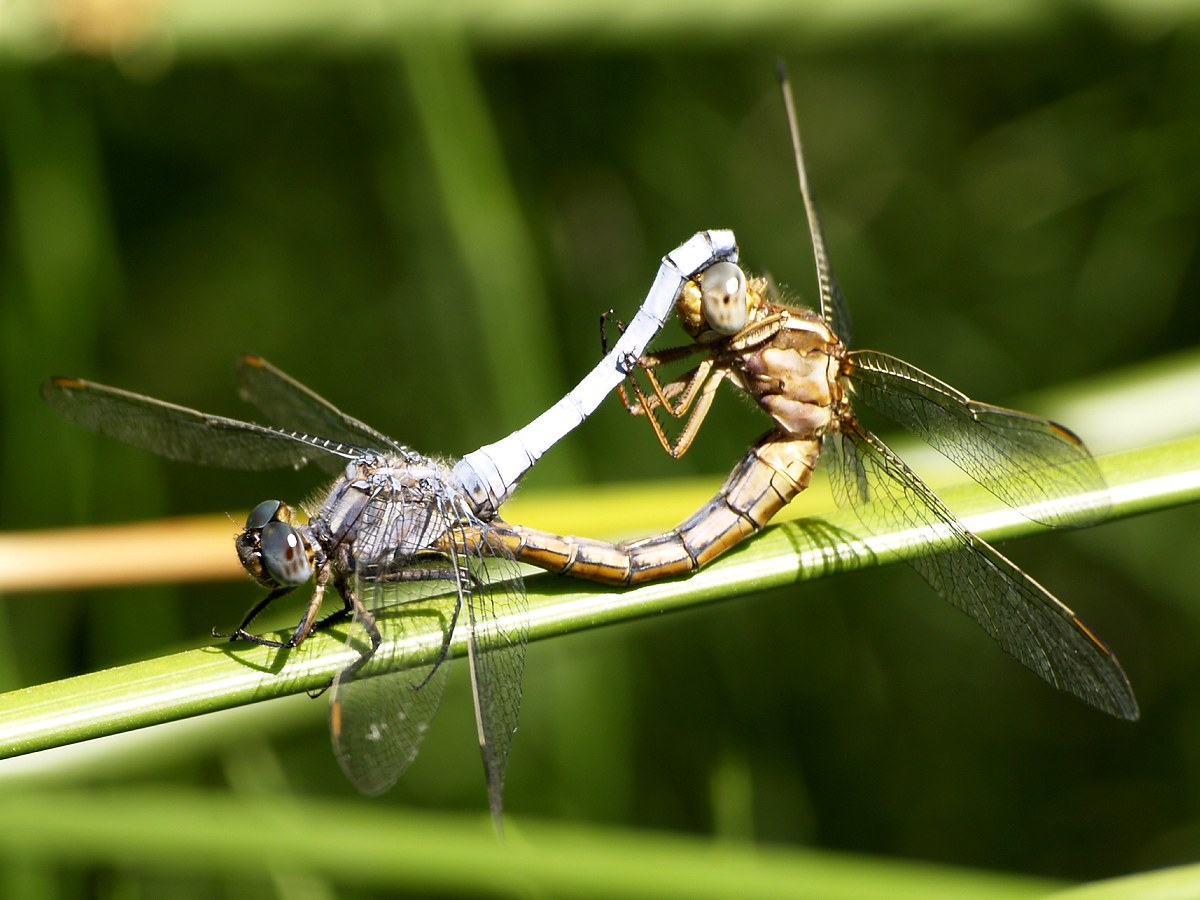
Cópula
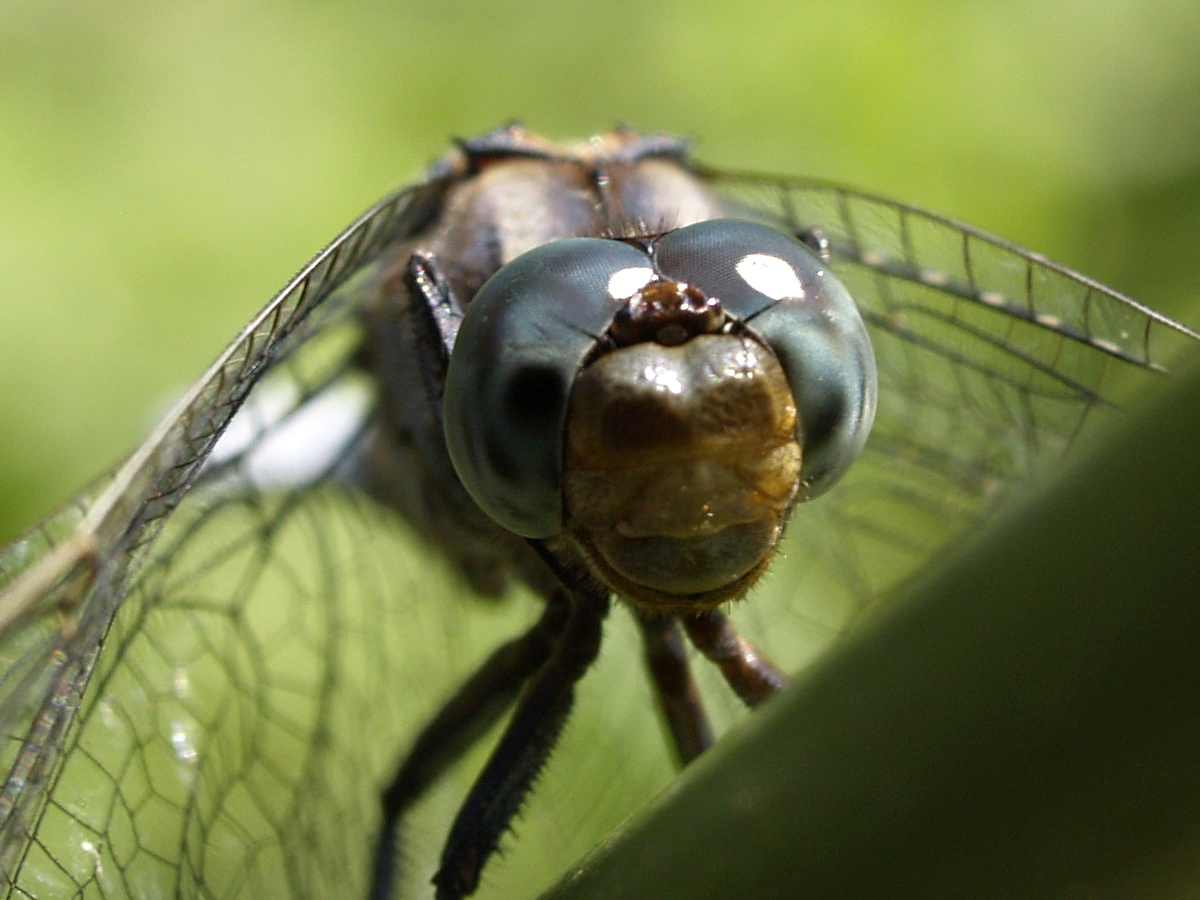
Ojos